# José Giribone
José Giribone, generalmente conocido como "Pipo" Giribone (Savona, Italia, 1824 - Tuyú Cué, Paraguay, febrero de 1868) fue un militar argentino de origen italiano que participó en las guerras civiles argentinas y en la Guerra del Paraguay, en la que encontró la muerte.

## Biografía
Se educó en una escuela de música, pero su familia abandonó Italia alrededor de 1843, por lo que su carrera de músico quedó truncada.
Llegó a Montevideo al principio del sitio de Oribe sobre la plaza; se unió a la Legión Italiana y participó en la defensa de la ciudad durante ocho años, destacándose como director de la banda de la Legión y dedicándose tanto a la ejecución de marchas militares, como a la de música tradicional italiana.
Cuando se produjo la rendición del general Oribe frente a Urquiza se incorporó al Ejército Grande y participó en la Batalla de Caseros. Amigo del después general Emilio Mitre, se estableció en Buenos Aires, como director de la banda del regimiento que éste mandaba. Participó en la defensa contra el sitio de Buenos Aires en 1853, y a continuación en la lucha contra las invasiones de los jefes federales al Estado de Buenos Aires. Tras la victoria en la batalla de El Tala contra el general Gerónimo Costa compuso la marcha militar "El Tala", generalmente considerada una de las más bellas que hayan ejecutado las bandas militares argentinas.
Prestó servicio en la guerra contra los indígenas y participó en la derrota en la Batalla de Sierra Chica y en otros combates, como los de Tapalqué, Los Huesos y Chapaleufú. Se hizo muy popular por su participación en las paradas militares en la ciudad de Buenos Aires, y se lo conocía más como "Don Pipo", o "Comandante Pipo", que por su nombre.
Luchó en la batallas de Cepeda y Pavón como jefe de uno de los batallones de la Legión Italiana. Durante algunos años prestó servicios en la guarnición de la ciudad de Rosario. Desde esa ciudad, él y sus soldados remitían fondos para la campaña de Giuseppe Garibaldi en Italia. Más tarde fue jefe de la Legión Voluntarios, de guarnición en Azul, cerca de la frontera con los indígenas.
Luchó en la Guerra del Paraguay al frente de la Legión Voluntarios, una de los cuerpos que, en conjunto, eran conocidos como Legión Italiana. Fue ascendido al grado de teniente coronel y participó en las batallas de Yatay, Estero Bellaco, Tuyutí, Yataytí Corá y Curupaytí; en esta última batalla fue seriamente herido.
Murió en la Batalla de Tuyú Cué, en febrero de 1868. Fue el fundador de una familia terrateniente de la Provincia de Buenos Aires.